# (5947) Bonnie
(5947) Bonnie est un astéroïde de la ceinture principale.

## Description
(5947) Bonnie est un astéroïde de la ceinture principale. Il fut découvert le 21 mars 1985 à l'Observatoire Palomar par Carolyn S. Shoemaker et Eugene M. Shoemaker. Il présente une orbite caractérisée par un demi-grand axe de 2,66 UA, une excentricité de 0,14 et une inclinaison de 14,9° par rapport à l'écliptique.

## Compléments